# Ellsworth Faris
Ellsworth Faris (* 30. September 1874 in Salem, Tennessee; † 19. Dezember 1953 in Lake Forest) war ein US-amerikanischer Sozialpsychologe und Soziologe sowie 27. Präsident der American Sociological Association.
Faris studierte an der Texas Christian University, wo er 1894 das Bachelor-Examen und 1896 das Master-Examen ablegte. Von 1897 bis 1904 war er Missionar im damaligen Belgisch-Kongo. Nach seiner Rückkehr aus Afrika lehrte er Philosophie und Biblische Geschichte (sacred history) an der Texas Christian University, wandte sich dann aber Psychologie und Soziologie zu.  Er studierte an der University of Chicago, wo er 1913 zum Ph.D. promoviert wurde. Dann lehrte er an der Iowa State University. 1919 wurde er Nachfolger von William Isaac Thomas auf dem Lehrstuhl für Soziologie der Chicagoer Universität.
Sein Hauptinteresse galt der Sozialpsychologie, er versuchte die Fächer Psychologie und Soziologie miteinander zu verknüpfen. Als seine wichtigste Publikation gilt der Aufsatz The Nature of Human Nature.